# Dobrino
Dobrino (makedonska: Добрино) är ett samhälle i Nordmakedonien.   Det ligger i kommunen Zelenikovo, i den centrala delen av landet, 27 kilometer sydost om huvudstaden Skopje. Dobrino ligger 494 meter över havet och antalet invånare är 178.